# Coelioxys mesopotamica
Coelioxys mesopotamica är en biart som beskrevs av Holmberg 1918. Coelioxys mesopotamica ingår i släktet kägelbin, och familjen buksamlarbin. Inga underarter finns listade i Catalogue of Life.